# Molly Malone (actriz)
Violet Elizabeth Malone (7 de diciembre de 1888 – 14 de febrero de 1952) fue una actriz de la era de cine mudo. Apareció en 86 películas entre 1916 y 1929. 

## Biografía
Malone nació en Wisconsin el 7 de diciembre de 1888, hija de Lewis Malone, un metalúrgico de empresas mineras y Violet St. John, quién nació en Nebraska y era hija de padres inmigrantes. Comenzó a trabajar en el cine a la edad de 29 años, Malone llamó la atención del actor Roscoe "Fatty" Arbuckle, quién la eligió para trabajar en varios cortometrajes, incluidos Back Stage y The Garage, además de trabajar en la película The Round-Up. Malone apareció en películas que fueron dirigidas por John Ford y Clarence Badger. La última película que Malone protagonizó fue un cortometraje de  Universal-Stern llamado The Newlyweds' Pest en 1929.

## Filmografía
- Mountain Blood (1916)
- Bucking Broadway (1917)
- A Marked Man (1917)
- Straight Shooting (1917)
- The Pulse of Life (1917)
- The Soul Herder (1917)
- The Rescue (1917)
- Lure of the Circus (1918)
- A Woman's Fool (1918)
- Hell Bent (1918)
- The Scarlet Drop (1918)
- Thieves' Gold (1918)
- Wild Women (1918)
- The Phantom Riders (1918)
- The Hayseed (1919)
- Back Stage (1919)
- A Desert Hero (1919)
- The Bank Clerk (1919)
- Sally's Blighted Career (1919)
- The Garage (1920)
- Stop Thief! (1920)
- The Round-Up (1920)
- Made in Heaven (1921)
- Sure Fire (1921)
- An Unwilling Hero (1921)
- Red Courage (1921)
- The Old Nest (1921) como Molly McLeod
- Blaze Away (1922 film)
- Across the Dead-Line (1922)
- The Trail of Hate (1922)
- Little Johnny Jones (1923)
- Westbound (1924)
- Battling Bunyan (1924)
- The Knockout Kid (1925)
- The Bandit Buster (1926)
- Rawhide (1926)
- Bad Man's Bluff (1926)
- The Golden Stallion (1927)